# Kenge
Kenge – miasto w Demokratycznej Republice Konga, stolica prowincji Kwango.